# François-Hippolyte Barthélémon
François Hippolyte Barthélemon (Bordeus, França, 27 de juliol de 1741 – Surrey, Anglaterra, 20 de juliol de 1808) fou un violinista, pedagog i compositor francès, que actuà la majoria de la seva vida al Regne Unit.
Visqué la major part de la seva vida a Anglaterra on el 1766 s'estrenà la seva òpera Pelòpidas; el cèlebre actor David Garrick el contractà per al seu teatre i li confià la partitura d'una obra còmica, A peep behind the curtain, que aconseguí 108 representacions, malgrat del qual Garrick no complí els seus compromisos, ocasionant-li pèrdues considerables. El 1768 estrenà a París (Teatre Italià) l'òpera en un acte Le fleuve Scamandre, a la que li seguiren a Anglaterra el Jugement de Paris, la Ceinture enchantée (1770) i The Maid of the Oaks (1774).
Va ser director del Wauxhall i va recórrer Alemanya i Itàlia, donant concerts de violí fins al 1784, en què retornà a Anglaterra casat amb una notable cantant anglesa Polly Young i on, a més de compondre, donava classes de música, tenint entre els seus alumnes a General Charles Ashley. A més de les òperes citades escriví música di camera, obres per a piano i orgue, i l'oratori Jefté (1776).